# 大網温泉
大網温泉（おおあみ おんせん）は、日本の北関東の、栃木県那須塩原市塩原（明治中期の塩谷郡塩原村内。江戸時代における下野国塩谷郡塩原）に所在する温泉。塩原温泉郷を構成する温泉の一つ。国道400号を箒川の渓谷沿いに上ってゆく先にある塩原十一湯の、最初（一湯目）の温泉である。
日光国立公園特別地域内に所在する。

## 泉質
全史・全施設において源泉掛け流しである。硫酸塩泉は塩原温泉郷唯一である。
- 硫酸塩泉
  - 源泉温度 : 63℃
  - 湧出量 :  毎分300L[2]
  - 源泉数 : 5ヶ所

### 効能
- 切傷、火傷、慢性皮膚病、動脈硬化症。

※注 : 効能はその効果を万人に保証するものではない。　

## 歴史
源泉の歴史は古く、平安時代から箒川の河原で湧出していたと伝えられている。1884年（明治17年）創業の1軒宿で温泉宿の「湯守田中屋」によれば、河原の露天風呂で「河原湯」が最も古いということなので、その場で自然湧出しているこの源泉が平安時代からの変わらない発祥地かも知れない。
また、「大網（おおあみ）」という地名は、箒川を遡上してきた魚がこの地点にある「魚留滝（魚止めの滝）」を登れず、大きな漁網を仕掛けたかのように大量に獲れたことに由来するという。
温泉宿「湯守田中屋」のウェブサイトの説明では、創業当時の当宿は「大網館」という屋号の湯治宿で、320段の石段を下りた河原近くにしか宿が無かったとの話である。しかし、当宿の創業年（明治17年）の大網温泉を描いた墨摺絵図のパンフレット『栃木県下野国塩谷郡塩原村大網温泉旅舎』（佐藤久作 筆）を詳しく見る限り、高台の上の大通りに面した場所にも共に板葺切妻屋根で二階建の湯守の建物と客屋が立ち並んでいて大層賑わっている様子なので、この点はどういうことなのかよく分からない。320段の石段を下っていくと渓谷斜面に板葺切妻屋根平屋の客屋2棟があり、1棟の基礎は石垣、河原に近い1棟の基礎は懸造になっている。この2棟は女将のいう湯治宿と思われる。箒川の河原に目を移すと、3つの源泉を開発して造った露天風呂「河原湯」「天狗湯」「石門湯（いわまゆ?）」が賑わっている。河原湯と天狗湯は板葺切妻屋根のある施設、石門湯は屋根なしの施設になっている。大正時代の写真では、母屋の建物は三階建と二階建の瓦葺に変わっている。その後、河原の露天風呂の屋根は川が増水するたびに流失してしまうため、取り払われた。河原湯は自然石を加工したかのような屋根代わりの鉄筋コンクリートの枠で囲まれた。斜面下の客屋は木造四階建になって長く親しまれてきたが、1985年（昭和60年）に取り壊され、跡地に露天風呂「仙郷湯」が設けられた。2018年（平成30年）には母屋が大規模改装され、これに合わせて河原では「美人湯」が新設された。従って、現在では河原の露天風呂は、古くに開かれたものから順に「河原湯」「石門湯」「仙郷湯」「美人湯」という構成になっている。先の3つは混浴であるが、「美人湯」は女性専用である。これらの露天風呂は2020年（令和2年）4月の落石被害で閉鎖していたが、2022年（令和4年）11月26日（いい風呂の日）に混浴の3湯を再開した。

## 温泉宿
湯治宿として1884年（明治17年）に創業した1軒宿「大網館」が、現在は温泉宿「湯守田中屋」として営業中。詳細については主に「歴史」節で述べた。

## 交通情報
- 鉄道経由
  - 東北新幹線 那須塩原駅下車。JRバスにて 約53分（塩原温泉バスターミナル行き乗車）─塩原大綱 下車 0分。[9]
  - 宇都宮線 西那須野駅下車。駅よりバスにて 約30分。
- 自動車道経由
  - 東北自動車道 西那須野塩原ICより 国道400号を車で約20分。[9]
  - 那須塩原駅から車で約30分。[9]
  - 高速バス「那須・塩原号」直通バス：新宿駅・東京駅よりバスで約180分。[10]
- 最寄りの地図掲載地名［ 西: 抛雪の滝 ─ 箒川ダム ─ 大網温泉 ─ 留春の滝 ─ 猿臀の滝 :東 ］
- 駐車場 - 湯守田中屋 普通自動車屋外無料駐車場 約30台分。[9]